# Campionato di calcio della Palestina/Eretz Israele 1943-1944
Il Campionato di calcio della Palestina/Eretz Israele 1943-1944 è stata la 10ª edizione del campionato di calcio del Mandato britannico della Palestina (poi divenuto campionato israeliano di calcio, dopo la fondazione di Israele nel 1948).
Come nel caso dei campionati precedenti, anche le statistiche del campionato 1943-1944 sono lacunose, e neppure l'IFA ne dispone di ufficiali. È, comunque, accertato che l'Hapoel Tel Aviv vinse il titolo nazionale per la terza volta nella sua storia, come confermato dalle ricerche eseguite nel 2002 dalla Rec.Sport.Soccer Statistics Foundation.

## Verdetti
- Hapoel Tel Aviv campione della Palestina/Eretz Israele 1943-1944